# Huitiupán
La città di Huitiupán è a capo dell'omonimo comune, nello stato del Chiapas, Messico. Conta 2 420 abitanti secondo le stime del censimento del 2005 e le sue coordinate sono 17°10'N 92°41'W.

Dal 1983, in seguito alla divisione del Sistema de Planeación, è ubicata nella regione economica V: NORTE.
In epoca preispanica la regione dove è ubicato attualmente il comune di Huitiupán era diviso tra due piccole province: una con una comunità tzeltale e l'altra con alcune etnie di lingua náhuatl e proprio da quest'ultima prese il nome il comune.

## Toponimia
Huitiupán in lingua náhuatl significa "Posto del grande tempio".